# غزل پست‌مدرن
غزل پست‌مدرن، پسامدرن یا پسانوگرا به جنبشی ادبی گفته می‌شود که در دههٔ هفتاد شمسی در ایران آغاز شد. جریانی ادبی که ادعا دارد توانسته است اندیشهٔ پست‌مدرن و قالب‌های سنتی شعر فارسی را با یکدیگر بیامیزد. این اشعار معمولاً از جهت اندیشه به‌شدت تحت تأثیر فیلسوفان، زبان‌شناسان و جامعه‌شناسان پست‌مدرن قرار دارند؛ اما در قالب‌های موزون و مُقَفّای فارسی مانند غزل، مثنوی و چهارپاره… سروده می‌شوند.
این جریان در ابتدا تحت تأثیر اشعار زبان‌گرای رضا براهنی قرار داشت؛ اما در سال‌های بعد، از آن فاصله گرفت. همچنین با گذشت زمان و گسترش فضای مجازی، مخاطبان بسیاری پیدا کرد و جشنواره‌ها، مجلات و کارگاه‌هایی تخصصی با نام غزل پست‌مدرن برگزار شدند که به گسترش بیشتر آن در بین نسل جوان کمک کردند. زبان عریان، عصیانگری و پرداختن به موضوعاتی که در جامعه تابو محسوب می‌شدند، باعث شد که در بین نسل جوان و هنرمندان پیشرو، طرفدارانی سرسخت پیدا کند و در عین حال، موجب واکنش شاعران سنتی و بخش محافظه‌کار جامعه شد.
شاعران غزل پست‌مدرن و آثارشان، در دوره‌های مختلف با محدودیت‌های زیادی از طرف وزارت ارشاد و نهادهای امنیتی جمهوری اسلامی ایران روبرو بوده‌اند. این فشارها از سانسور و غیرقابل چاپ اعلام شدن کتاب‌ها و توقیف نشریات آغاز می‌شد و در موارد بسیاری به برخوردهای شدید مانند دستگیری، زندان و شلاق می‌رسید. بسیاری از کتاب‌های غزل پست‌مدرن در ایران ممنوعه هستند و به صورت زیرزمینی به فروش می‌رسند یا در فضای مجازی به شکل رایگان عرضه می‌شوند.
بسیاری مهدی موسوی و آثارش را آغازگر این جریان می‌دانند اما منتقدانی هم هستند که برآیند تلاش‌های شاعران دههٔ هفتاد را در این مسئله دخیل می‌دانند. آثار مهدی موسوی در ایران بسیار پرفروش بوده و بسیاری از کارهای او توسط خوانندگان مختلف فارسی‌زبان اجرا شده است. وی با برگزاری کارگاه‌های ادبی در دههٔ هفتاد و هشتاد به پرورش نسل دوم شاعران غزل پست‌مدرن کمک شایانی کرد.
غزل پست‌مدرن در طیف‌های مختلف، مخالفان سرسختی دارد. از جامعه‌شناسانی که هنوز شرایط جامعهٔ ایران را برای ورود هنر پست‌مدرن مناسب نمی‌دانند تا طیف‌های مختلف وابسته به حکومت که به زبان عریان یا مسائل اجتماعی و سیاسی مطرح شده در اشعار، نقد دارند. عده‌ای از شاعران سنتی نیز با این جنبش مخالف بوده و آن را انحرافی آشکار از شعر کلاسیک فارسی و میراث پیشینیان می‌دانند.
غزل پست‌مدرن در دههٔ هشتاد توانست در کشورهای دیگر فارسی‌زبان مانند افغانستان و تاجیکستان نیز گسترش پیدا کند و مورد استقبال نسل جوان این کشورها قرار گرفت. هم‌اکنون نیز غزل پست‌مدرن در این کشورها با پاره‌ای تفاوت‌ها به صورت جدی دنبال می‌شود.

## تاریخچه
با توجه به ادعای مقالات و مانیفست‌های بنیان‌گذاران این جریان، غزل پست‌مدرن به صورت پراکنده و غیررسمی از گذشته در شعر فارسی وجود داشته است. اما آنچه ما امروز به عنوان جریان غزل پست مدرن می‌شناسیم، از اواسط دههٔ هفتاد آغاز شد. هم‌زمانی بازشدن فضای فرهنگی جامعه با ورود اینترنت به ایران، به شاعران و نویسندگان جوان اجازه داد تا آثار خود را با سانسوری به‌مراتب کمتر عرضه کنند و همچنین آثار پیشرویی که در نشریات و روزنامه‌ها جایی نداشتند، مخاطب خود را در فضای مجازی پیدا کنند.
برخی از نظریات، با بررسی شباهت‌های رمانتیسیسم حاکم بر شعر دههٔ سی ایران و غزل پست‌مدرن، بیان می‌کنند که همان‌گونه که اتفاقات پس از کودتای ۲۸ مرداد، به سرخوردگی هنرمندان آن زمان و سوق دادن آن‌ها از آرمان‌شهر ذهنی به فجایع اجتماعی منجر شد؛ غزل پست‌مدرن نیز واکنشی نسبت به جنگ هشت سالهٔ ایران و فجایع آن است، با رویکردی متفاوت و تکنیک‌محور.
در واقع اگر داداییسم و سوررئالیسم، واکنش هنرمندان به جنگ جهانی اول در اروپا بود، می‌توان رواج هنر پست‌مدرن در آمریکا را نیز به واکنش هنرمندان به جنگ جهانی دوم و جنگ ویتنام مرتبط دانست. با همین استدلال، جریان‌های شعر زبان‌گرا و غزل پست‌مدرن می‌توانند واکنش هنرمندان به جنگ هشت سالهٔ ایران و عراق و تبعات ناشی از آن، تلقی شوند. شاید از همین رو است که خوانش جدیدی از جنگ، سوژهٔ بخش قابل ملاحظه‌ای از غزل‌های پست‌مدرن بوده است.
منتقدانی نظیر محمد حسینی مقدم این جریان را به سه دورهٔ آغاز و تجربه‌گرایی، تثبیت و تئوریزه شدن، گسترش و همه‌گیری تقسیم می‌کنند، که از جدا شدن این جریان از غزل روایی (غزل فرم)، آغاز شده و به همه‌گیر شدن آن در کشور می‌رسد.

### ریشه‌یابی غزل پست‌مدرن و آغاز آن در دههٔ هفتاد شمسی

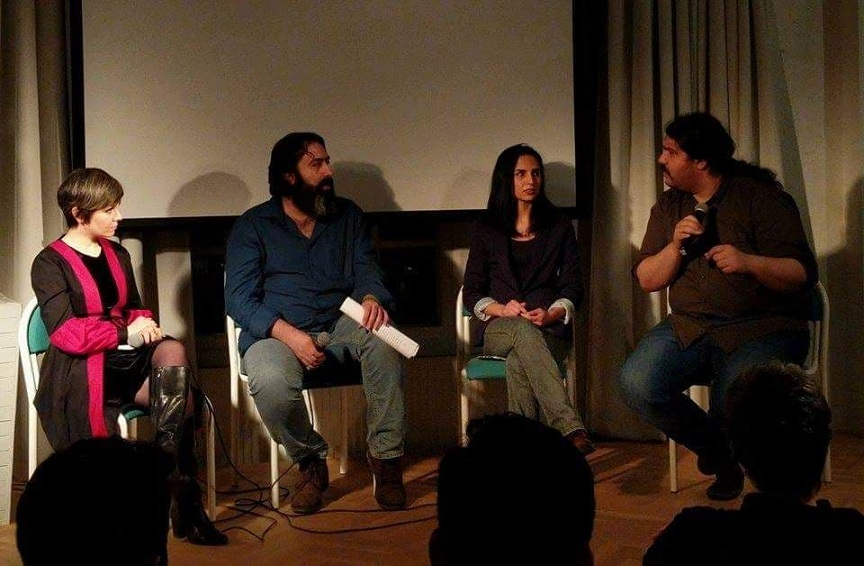
مهدی موسوی و فاطمه اختصاریدر جلسهٔ پرسش و پاسخ در استکهلم

اگرچه بسیاری از منتقدان و بنیان‌گذاران این جریان، اولین جرقه‌های آن را مربوط به قرن‌ها قبل و تجربه‌هایی در اشعار مولانا، حافظ و حتی شعر دورهٔ مشروطه می‌دانند؛ اما بی‌گمان مهم‌ترین عامل شکل‌گیری این جریان، تجربه‌های رضا براهنی در دههٔ هفتاد شمسی و آثاری همچون خطاب به پروانه‌ها و چرا من دیگر شاعر نیمایی نیستم؟ بوده است.
برخی از منتقدان، سید مهدی موسوی را بنیان‌گذار و «پدر غزل پست‌مدرن» تلقی می‌کنند و مقالات بسیاری به بررسی تأثیر او، کارگاه‌ها و شعرش در شکل‌گیری این جریان پرداخته‌اند. هرچند برخی از مقالات نیز این بنیان‌گذاری را رد کرده یا به آن نقدهایی وارد کرده‌اند.
او در نیمهٔ دوم دههٔ هفتاد خورشیدی، با چاپ مجموعهٔ زیرزمینی فرشته‌ها خودکشی کردند و مقالاتی نظیر «تبارشناسی غزل پست‌مدرن»، «شناسه‌های غزل پست‌مدرن» و «جستاری در غزل امروز» و همچنین برگزاری کارگاه‌های ادبی در شهرهایی نظیر مشهد، کرج، شاهرود، تهران و… نقش مهمی در ایجاد و گسترش این جریان داشته است.
غزل پست‌مدرن در سال‌های آغازین خود، شامل آثاری رادیکال اما پراکنده می‌شد که بیش از آنکه تحت تأثیر شعر نئوکلاسیک باشد، سعی می‌کرد تجربه‌های شاعران شعر آزاد زبانگرای آن روزگار را، در قالب‌های شعر کلاسیک فارسی پیاده کند. این اشعار، در آن سال‌ها تحت عناوینی نظیر «غزل متفاوت»، «غزل متفاوط» و «غزل پیشرو» نیز سروده می‌شد، اما در دههٔ هشتاد شمسی اتفاق‌نظری بین منتقدان و شاعران این جریان برای استفاده از ترکیب «غزل پست‌مدرن» ایجاد شد.
در آن سال‌ها غزل پست‌مدرن جریانی به‌شدت نخبه‌گرا با مخاطبانی محدود بود و با مخالفت‌های گسترده‌ای در بین هواداران شعر سنتی و همچنین حاکمیت روبرو بود. تقریباً اکثر مجموعه‌های غزل پست‌مدرن در دههٔ هفتاد و هشتاد، موفق به کسب مجوز از وزارت ارشاد نمی‌شدند که علل این مسئله در مصاحبه‌های شاعران این جریان، مباحث فلسفی و نقد فراروایت‌ها، بیان بی‌پرده و دایرهٔ واژگانی وسیع و بدون سانسور، بررسی مسائل و مشکلات اجتماعی، و همچنین مخالفت ممیزان وزارت ارشاد با هر جریان پیشرو عنوان شده است.

### گسترش و همه‌گیری در دههٔ هشتاد و نود شمسی

جلد کتاب «گریه روی شانهٔ تخم مرغ»

با گسترش فضای مجازی و وبلاگ‌نویسی فارسی، غزل پست‌مدرن با عبور از سد سانسور یا دور زدن آن به روش‌های گوناگون، توانست به مخاطب عرضه شود و در فضای مجازی طرفداران زیادی را کسب کرد. انتخاب وبلاگ‌های شاعران غزل پست‌مدرن نظیر مهدی موسوی، فاطمه اختصاری و… به عنوان محبوب‌ترین وبلاگ‌های فارسی در جشن‌های پرشین‌بلاگ، بازتاب‌های گوناگونی را در خبرگزاری‌ها و نشریات داشت.
در سال‌های بعدی، برگزاری اولین جشنوارهٔ کشوری غزل پست‌مدرن و چاپ منتخبی از اشعار در مجموعه‌ای به نام گریه روی شانهٔ تخم مرغ (با داوری فاطمه اختصاری و مونا زنده‌دل و با مقدمهٔ محمدعلی بهمنی)، چاپ اولین نشریهٔ تخصصی غزل پست‌مدرن با نام همین فردا بود، و همچنین به چاپ رسیدن برخی از کتاب‌های شاعران این جریان پس از سال‌ها توقیف، به محبوبیت و همه‌گیری بیشتر «غزل پست‌مدرن» کمک کرد؛ هرچند خود مهدی موسوی اعتقاد دارد که این استقبال به علت نوجویی و هماهنگ بودن غزل پست‌مدرن با خواسته‌های نسل جدید مخاطبان از ادبیات فارسی بوده است.
استقبال از این اشعار، باعث گرایش خوانندگان نسل جدید به همکاری با شاعران غزل پست‌مدرن شد. همکاری شاعران این جریان با خوانندگانی نظیر آرش سبحانی، شاهین نجفی، محسن نامجو، شادی امینی، نوید زردی، آریا آرام نژاد و… باعث شد مخاطبان گسترده‌تری با غزل پست‌مدرن آشنا شوند و علاقه‌مندان به این جریان در جامعه گسترش پیدا کنند. این استقبال در سال‌های بعد نیز ادامه پیدا کرد و به تأثیرگذاری جریان غزل پست‌مدرن بر دیگر شاخه‌های ادبی نظیر ترانه و استفاده از تکنیک‌های این جریان در آثار ترانه‌سریان انجامید.

### فشارها، دستگیری‌ها و حواشی
انتشار بسیاری از مجموعه‌های غزل پست‌مدرن به صورت زیرزمینی بوده یا در صورت دریافت مجوز نشر، به‌سرعت از بازار جمع شده‌اند. نشرهایی مانند سخن‌گستر، نصیرا و… به خاطر چاپ کتاب‌های غزل پست‌مدرن، با وجود اِعمال سانسور و داشتن مجوز از وزارت ارشاد، در نمایشگاه کتاب بسته شدند. بابک اباذری، مسؤول نشر نصیرا، پس از گذشت چند ماه از چاپ کتاب مهدی موسوی و توقیف آن در نمایشگاه کتاب، در دریا غرق شد و درگذشت.
در سال‌های اخیر بسیاری از شاعران جریان غزل پست‌مدرن نظیر مهدی موسوی، فاطمه اختصاری، محمد بم، محمدرضا حاج رستم بگلو و… توسط نهادهای امنیتی دستگیر و به زندان‌های طویل‌المدت محکوم شده‌اند. همچنین بسیاری از شاعران و ترانه‌سرایان جوان غزل پست‌مدرن، توسط نهادهای امنیتی احضار شده و تحت فشار قرار گرفته‌اند.
برخورد با شاعران غزل پست‌مدرن، محدود به دستگیری نبوده است و می‌توان به فشارهای گوناگونی نظیر حملهٔ گسترده در شبکه‌های اجتماعی، تخریب و توهین در وب‌سایت‌ها و برنامه‌های تلویزیونی و… به عنوان بخش دیگری از مشکلات شاعران غزل پست‌مدرن اشاره کرد.

## تعاریف و ویژگی‌ها
اولین بار در دههٔ هفتاد شمسی بود که منتقدان، اصطلاح «غزل پست‌مدرن» را برای اشاره به غزل‌های پیشرویی استفاده کردند که از لحاظ زبانی و ساختاری با اشعار کلاسیک بسیار متفاوت بودند و از دیدگاه تفکر و تکنیک، شباهت‌های انکارناپذیری با جریان شعری پست‌مدرن داشتند. بنیان‌گذاران این جریان، آن را اجرای شعر پست‌مدرن در قالب‌های کهن فارسی و نوعی تلفیق و کلاژ می‌دانند. دو علت اصلی برای این تلفیق و ایجاد این جریان بیان شده است: بازتاب وضعیت ناسازگار انسان امروز در جامعه‌ای در حال تجربهٔ مدرنیزاسیون وارداتی و همچنین نوعی بازگشت آگاهانه به گذشته که در ابتدای پیدایش هنر پست‌مدرن در معماری نیز اتفاق افتاده بود. از نظر مهدی موسوی، قالب غزل با توجه به محدودیت‌هایی که از آن برخوردار است (نظیر وزن، قافیه، ردیف، تعداد ابیات و…)، ماکت کوچکی از جهان مدرن است که هنرمند همواره با نظم و قاعده‌مندی آن درگیر بوده است و غزل پست‌مدرن دوربینی است که این جدال همیشگی را تصویر می‌کند.
با آن که هیچ مانیفستی تا به امروز برای این جریان داده نشده است، اما شاعران آن بر روی این کلیت به توافق رسیده‌اند که «غزل پست‌مدرن»، سرودن شعر در یکی از قالب‌های کلاسیک است درحالی‌که محتوای غالب بر اثر، به اندیشهٔ پست‌مدرن تعلق داشته باشد. البته با توجه به گستردگی و پیچیدگی مفهوم پست‌مدرن و تفاوت آرایی که در بین نظریه‌پردازان آن در جهان وجود دارد، شاهد غزل‌های پست‌مدرن با رویکردهایی کاملاً متفاوت هستیم که در ظاهر به یکدیگر شباهت چندانی ندارند. نقد «روایت‌های کلان» نظیر علم، عقل، دین، مارکسیسم و… از مفاهیم پست‌مدرنی است که در بسیاری از آثار این جریان دیده می‌شود. همچنین مفاهیمی مثل نسبی‌گرایی اخلاقی، به نوع روایت و شخصیت‌پردازی‌های موجود در غزل پست‌مدرن، شکلی متفاوت از اشعار پیش از خود داده است.

### عنوان جریان
در دههٔ هفتاد، عناوین گوناگونی برای این اشعار و تلفیق اندیشهٔ پست‌مدرن با قالب‌های کلاسیک پیشنهاد شد، اما در نهایت منتقدان بر استفاده از اصطلاح «غزل پست‌مدرن» توافق داشتند و در سال‌های پس از آن، نام‌های دیگر به فراموشی سپرده شدند یا کارکردی متفاوت پیدا کردند.
یکی از مسائلی که ذهن منتقدان را در این سال‌ها به خود مشغول کرده است، متناقض‌نما بودن ترکیب «غزل پست‌مدرن»، به خاطر محدودیت‌ها و نظم موجود در قالب‌های کلاسیک فارسی و قواعد حاکم بر عروض و قافیه است که با نظم‌گریزی و هنجارشکنی هنر پست‌مدرن ظاهراً در تضاد است.
شاعران غزل پست‌مدرن، به این سؤال، پاسخ‌های متفاوتی داده‌اند:
عده‌ای اعتقاد دارند، زندگی انسان امروز، سرشار از موقعیت‌ها و وضعیت‌های پارادوکسیکال است و این جریان شعری، تنها بازنمودی از جهان پیرامون است. آن‌ها غزل پست‌مدرن را نمادی از انسانی درگیر با مظاهر مدرنیته می‌دانند که با کت‌وشلوار برای خرید کله‌پاچه می‌رود یا در آپارتمان ۴۰ متری‌اش پیتزای قرمه‌سبزی می‌خورد. این گروه با استناد به جمله‌ای از ژاک دریدا که می‌گوید «ساختارشکنی، بدون پذیرش یک ساختار، اساساً بی‌معناست»، اتفاقاً بستری مدرن و قاعده‌مند را برای شورش علیه آن و خلق شعر پست‌مدرن ضروری می‌دانند و اعتقاد دارند جریان «غزل پست‌مدرن»، می‌تواند بهترین قالب برای بازتاب دغدغه‌های هنرمندانی باشد که کشور آن‌ها در حال تجربهٔ مدرنیتهٔ وارداتی است و این جریان، بازتاب تعارض فرم و محتوا در جهان پیرامون است.
در مقابل، عده‌ای دیگر از شاعران این جریان اعتقاد دارند که در تفکر نسبی‌گرای پست‌مدرن‌ها، چیزی به نام تناقض یا تضاد وجود ندارد، زیرا نه تنها نگرش به جهان از حالت دو دویی، به وضعیتی طیفی بدل می‌شود و کلماتی مثل زیبا، زشت، گرم، سرد، منظم، نامنظم و… معنای سنتی خود را از دست می‌دهند، بلکه هر مقایسه و قضاوتی در جهان پست‌مدرن بی‌معنا خواهد بود. در این جهان، نه تنها غزلِ چارچوب‌محور می‌تواند حامل اندیشهٔ پست‌مدرن باشد، بلکه هر صفت یا ویژگی یا امری از معنایی قطعی طفره می‌رود. با این دیدگاه، متناقض دانستن غزل پست‌مدرن، حاصل یک نقد مدرنیستی است و حاکی از عدم درک سوژه و ابزار شناسایی آن. البته تعدادی از اندیشمندان پست‌مدرن نظیر ایهاب حسن، در نظرات متأخر خود، نسبی‌گرایی مطلق را رد کرده و پاره‌ای تقابل‌ها را به صورت لغزنده و مملو از استثنا قبول کرده‌اند.
در ترکیب «غزل پست‌مدرن»، واژهٔ «غزل» به‌عنوان مجاز جزء از کلِ تمام قالب‌های کلاسیک و مقید به رعایت وزن و قافیه قرار گرفته است؛ پس با این تعریف، «غزل پست مدرن» می‌تواند در قوالبی جز غزل، نظیر مثنوی، چهارپاره، مسمط و… نیز سروده شود. در سال‌های اخیر، گرایش به قالب‌های ترکیبی و ابداعی در بین شاعران این جریان، بیشتر به چشم می‌خورد.
همچنین از دیدگاه نشانه‌شناختی، غزل، ‭ ‬قالبی‭ ‬محدود و قاعده‌مند‭ ‬از‭ ‬نظر‭ ‬تعداد‭ ‬ابیات، ‭ ‬مضمون، ‭ ‬وزن، ‭ ‬قافیه، ‭ ‬ردیف‭ ‬و… است. این ویژگی‌ها می‌تواند غزل را به نمادی از‭ ‬فرایند‭ ‬یکسان‌سازی‭ ‬جهان‭ ‬مدرن بدل کند؛ ‭ ‬جایی‭ ‬که‭ ‬زنگ‭ ‬کارخانه‌ها، رسانه‌های جمعی، صنعت مُد و… در حال تهی کردن انسان‌ها از هویت‌های فردی خود هستند. انسان مدرنی که تنها در تأیید جامعه و دیگران معنا پیدا می‌کند، همان‌گونه که شاعر غزل کلاسیک هر چه بیشتر به قاعده‌ها تن بدهد، غزلی موفق‌تر شکل گرفته است.
قالب «غزل»، در دههٔ هفتاد، رایج‌ترین قالب شعری در بین شاعران غزل پست‌مدرن بود اما با آغاز دههٔ هشتاد، قالب چهارپاره بسیار محبوب شد و مورد استقبال قرار گرفت. در دههٔ نود، نمی‌توان قالب خاصی را به‌عنوان رایج‌ترین قالب «غزل پست‌مدرن» نام برد، اما می‌توان به گسترش به‌کارگیری قالب‌های جدید، در آثار شاعران جوان اشاره کرد.

### تکنیک‌های رایج
به نظر می‌آید که رواج شعر زبانگرا در ایران در دههٔ هفتاد شمسی، تأثیر بسیاری بر شکل‌گیری غزل پست مدرن داشته است. تکنیک‌های مختلفی برای اشعار این جریان در دوره‌های مختلف نام برده شده است که از مطرح‌ترین آن‌ها می‌توان چندصدایی، نگاه غیرخطی به زمان، فرم‌های پیچیده، ترفندهای زبانی، طنز و آیرونی، گروتسک، فاصله‌گذاری بین راوی و مؤلف و… را نام برد.
بسیاری از شاعران غزل پست‌مدرن در مقالات و مصاحبه‌های خود تأکید کرده‌اند که ویژگی‌های تکنیکی مرسوم در غزل پست‌مدرن، تنها نتیجهٔ تعامل با محتوای پست‌مدرن اثر بوده است و استفاده از این تکنیک‌ها، شعری با اندیشهٔ سنتی را پست‌مدرن نمی‌کند. همان‌گونه که ممکن است شعری دارای این تکنیک‌ها نباشد، اما به علت دارا بودن قالب کلاسیک و اندیشهٔ پست‌مدرن، «غزل پست‌مدرن» تلقی شود. تفاوت‌های بسیار میان تکنیک‌های رایج در شعر دههٔ هشتاد و نود (با وجود وحدت محتوایی)، می‌تواند این نظریه را تأیید کند.

#### ترفندهای زبانی
«لودویگ ویتگنشتاین» عبارت فلسفی «بازی زبانی» را برای رد کردن مفهوم «ذات زبان» و «شباهت تصویر ذهنی» و برای ترسیم تعریفی جدید از زبان به کار می‌برد. از دیدگاه او هر بازی زبانی با شکلی از زندگی تطبیق داشته و درک آن، مستلزم شرکت در آن شکلی از زندگی است که بازی زبانی موردنظر در بستر آن اتفاق می‌افتد. مشخص است که اگر شاعری زبان را ابزار نداند و به دخالت کاربر زبان در شکل‌گیری زبان اعتقاد داشته باشد، نوع نگاه و عملکرد او متفاوت خواهد بود.
ترفندهای زبانی مجموعه‌ای از دستکاری‌های در زبان معیار است که یک شاعر یا نویسنده برای خلق موقعیت‌های جدید عاطفی یا معنایی از آن استفاده می‌کند. خروج از زبان معیار ممکن است در سه بخش واج، کلمه و جمله رخ دهد که در هر کدام از این سه بخش، با روش‌ها و تکنیک‌های مختلفی از ترفندهای زبانی روبرو می‌شویم. معروف‌ترین شکل از ترفندهای زبانی، ساختن مصادر جعلی از اسامی است. این شیوه را حتی شاعران کلاسیکی نظیر طرزی افشار، فوقی یزدی، ایرج میرزا و… تحت لوای «صنعت تزریق» برای مطایبه یا متفاوت‌نویسی در اشعارشان استفاده می‌کردند که با آنچه امروز در غزل پست‌مدرن جریان دارد، کاملاً متفاوت است.
برخی از منتقدان، ریشهٔ «ترفندهای زبانی» را در «زبان‌پریشیِ» اشعار براهنی و باباچاهی جستجو می‌کنند، اما برخی آن را تحت تأثیر نظریهٔ ویتگنشتاین و راهکاری برای مقاومت و به هم زدن مناسبات قدرت می‌دانند که از طریق زبان اعمال می‌شود. بنیان‌گذاران این جریان از ترفندهای زبانی به عنوان نتیجهٔ بازآفرینی واقعیت‌های موجود و ملموس که هنوز فرصت حضور در کلمات و نحو موجود را نیافته‌اند، یاد می‌کنند و آن را حرکتی در سطح برای شکستن ساختارها نمی‌دانند.

#### آیرونی و گروتسک
آیرونی اصطلاحی است که در زبان فارسی از معادل‌سازی با صنایع ادبی ادبیات فارسی طفره رفته است. بسیاری آن را طنز، طعنه، کنایه، تجاهل‌العارف و… ترجمه کرده‌اند و گویا همهٔ این‌ها هست و هیچ‌کدام نیست. در این شکی نیست که آیرونی با مفاهیمی نظیر دورویی، ریا و کنایه در ارتباط نزدیک است و منتقدان مختلف از آن با عناوینی نظیر نعل وارونه، وارونه‌سازی، طنز، کنایه، تسخر و ریشخند خشک یاد کرده‌اند. اگرچه آیرونی در ادبیات مدرن نیز به چشم می‌خورد، اما در شعر و داستان پست‌مدرن به‌طور گسترده برای بازتاب نگاه شوخ‌طبعانه و کنایه‌آمیز پست‌مدرن‌ها به جهان، از این تکنیک استفاده شده است.
همین مشکل برای معادل سازی واژهٔ گروتسک نیز وجود دارد. بعضی از منتقدان آن را طنز تلخ و بعضی دیگر محل تلاقی دو ژانر وحشت و طنز می‌دانند. این ویژگی‌های کاریکاتوری و نابهنجاری‌های معنایی نیز در بسیاری از غزل‌های پست‌مدرن دیده می‌شود که حاصل بازیگوشی خاص شاعران پست‌مدرن در ابداع و همچنین نگاه و جهان‌بینی فیلسوفان پست‌مدرن است.
استفادهٔ بسیار از این دو تکنیک باعث شده که منتقدینی نظیر ابراهیم نبوی بعضی از آثار غزل پست‌مدرن را تحت عنوان طنز و با ملاک‌های این ژانر ادبی بررسی کنند. هرچند نگاه شوخ‌طبع و استهزاگر ادبیات پست‌مدرن، بیش از آنکه حاصل تعلق خاطرش به طنز باشد، نتیجهٔ نگاه فلسفی آن در نقد مدرنیسم و مدرنیته است. درواقع «به ریشخند گرفتن جهان» و «بازی» دو روش برخورد فلسفی انسان معاصر در مواجهه با شکست فراروایت‌هایی نظیر علم، عقل، مذهب و کمونیسم است.

#### بینامتنیت
ژولیا کریستوا در توضیح نظریهٔ بینامتنیت، شکل‌گیری هر متنی را برپایهٔ متن‌های پیش از خود می‌داند و هیچ متنی را مستقل تلقی نمی‌کند. رولان بارت این نظریه را گسترش داده و با «بینامتنیت خوانشی» تلاش می‌کند برای رمزگشایی به سراغ متن‌های مادر و پیشین برود. در همین مسیر است که بارت اصالت و جایگاه مؤلف را مورد شک قرار داده و به نظریاتی مثل مرگ مؤلف می‌رسد که در ادبیات و نقد پست‌مدرن، جایگاه ویژه‌ای دارد.
در مجموعه‌های غزل پست‌مدرن بارها به ارجاع به متون پیش از خود برمی‌خوریم. این ارجاعات بیرون‌متنی بسیار فراتر از صنایع ادبی کلاسیک نظیر اقتباس و تضمین بوده و درواقع متنی را وارد جهان متنی دیگر می‌کند. بینامتنیت در این آثار صرفاً به معنی تأثیر و تأثر اشعار از یکدیگر نبوده و با تکنیک‌های رایج دیگر این جریان مثل زمان‌پریشی، پارانویا و… پیوندی ناگسستنی دارد.

#### خروج از قواعد غزل سنتی
شاعران غزل پست‌مدرن در بسیاری موارد از اصول اولیهٔ غزل کلاسیک پیروی نمی‌کنند و این اتفاق را حاصل تعامل فرم و محتوا می‌دانند نه صرفاً یک ساختارشکنی یا عصیان علیه قالب‌های کلاسیک. این قاعده‌شکنی‌ها در وزن، قافیه، قالب، شکل نوشتاری و… می‌تواند رخ دهد. بعضی از این اشعار، حتی به شکل سنتی غزل نوشته نشده‌اند و شاهد اثری هستیم که در ظاهر ممکن است شبیه یک کار سپید یا نیمایی باشد.
اپیزودیک کردن قالب، ناتمام ماندن مصرع‌ها، خروج از وزن و قافیه و مسائلی از این دست، اگرچه برای اولین بار در غزل پست‌مدرن اتفاق نیفتاده است، اما این جریان با صورت‌بندی این قاعده‌شکنی‌ها و محدود کردن آن به داشتن دلیلی در محتوا و متن اثر، توانست آن را به نام خود ثبت کند، هرچند کثرت استفاده از این تکنیک در بین شاعران غزل پست‌مدرن نیز در منسوب کردن «قاعده‌شکنی» به این جریان، بی‌تأثیر نبود.

#### معناگریزی
نظریات براهنی در دههٔ هفتاد مبنی بر حذف اولویت معنایی از شعر، برای شناخت صحیح و عمیق از زبان شعر، بر غزل پست‌مدرن و مقولهٔ زبان و معنا در آن، تأثیر بسزایی گذاشت و به یکی از اصلی‌ترین راهبردهای شعری آن‌ها بدل شد.
این آثار با تأکید بر «چطور گفتن» به جای «چه گفتن»، محوریت خود را از معنا به سمت زبان می‌برند که به شراکت بیشتر مخاطب در ایجاد لایه‌های معنایی و تأویل‌پذیری اثر می‌انجامد. آثاری از این دست، در واقع دارای تکثر معنایی می‌شوند، نه بی‌معنایی.
مفهوم معناگریزی در غزل پست‌مدرن، توسط برخی از منتقدان و شاعران به بی‌معنایی تعبیر شده است.
درحالی‌که این دو اصطلاح کاملاً با یکدیگر متفاوت هستند و بسیاری از اشعار معناگریز دارای لایه‌های محتوایی فراوان هستند. درواقع معناگریزی تأخیر و تکثر معنا است نه از بین رفتن آن و از اشعار مولانا تا بیدل تا غزل پست‌مدرن در آثار شاعران فارسی دیده می‌شود.

#### ارتباط عمودی و یکپارچگی
در غزل کلاسیک، معمولاً ابیات شعر، دارای استقلال معنایی و تصویری بوده و اثر دارای ساختار عمودی نبود، از این رو غزل با حذف و اضافه کردن و جابجایی ابیات، لطمهٔ چندان زیادی نمی‌دید. در دورهٔ معاصر تلاش‌های زیادی صورت گرفت تا با استفاده از روایت‌های داستانی، به غزل نیز ساختاری یکپارچه داده شود؛ همان‌گونه که از قرن‌ها قبل، در قالب‌هایی مانند مثنوی و قطعه، این ارتباط عمودی را به علت ساختار روایی سراغ داشته‌ایم.
در دههٔ هفتاد، در ادامهٔ همان تلاش‌ها، غزل‌های داستانی و سینمایی رونق گرفتند که هم در آثار شاعران نئوکلاسیک مانند سیمین بهبهانی و هم در آثار شاعران پست‌مدرن مانند محمدعلی پورشیخعلی نمونه‌های بسیاری دیده می‌شود. دیالوگ‌نویسی، شخصیت‌پردازی، پیرنگ داستانی و… از عناصر مشترک در میان این اشعار است.
اما غزل پست‌مدرن حتی بدون روایت داستانی هم نگاهی یکپارچه به قوالب کلاسیک ازجمله غزل دارد. درواقع به جای داستانی منظوم با یک کلیت پیوسته روبرو هستیم که دارای اجزایی نامشخص و دارای ارزش یکسان است؛ برخلاف غزل کلاسیک که با کلیتی ناپیوسته روبرو بودیم که دارای عناصری با نظام ارزشگذاری متفاوت نظیر شاه‌بیت، حسن مطلع و… بود.

#### نقیضه‌سرایی
نقیضه یکی از ژانرهای ادبی بوده که از دیرباز در شعر و ادبیات وجود داشته و آثار بسیاری با استفاده از آن خلق شده‌اند. این تقلید طنزگونه، در ادبیات پست‌مدرن، تکنیکی رایج است که ریشه‌های آن به نگاه شوخ‌طبعانهٔ پست‌مدرن‌ها به جهان و نقد ساختارشکنانهٔ متون برمی‌گردد. نقیضه نه تنها همان روند بازگشت به گذشتهٔ ادبیات پست‌مدرن را دنبال می‌کند بلکه نشان‌دهندهٔ نگاه شوخ‌طبعانه و نقادانهٔ پست‌مدرنیسم در این بازگشت است که در آن هر گفتمانی مانند حماسه، تراژدی، متون غنایی و فلسفی می‌تواند و باید خودش هدف و موضوع بازنمایی و تقلید شود.
شعر «اسب سیاه اهلی» محمد حسینی مقدم از نمونه‌های نقیضه در غزل پست‌مدرن است که نقیضه‌ای بر شعر «اسب سفید وحشی» منوچهر آتشی است. او با تقلید تکنیک‌ها و شیوه‌های زبانی شعر اصلی به نقد اندیشه‌های سمبولیستی و سیاسی آن می‌پردازد. نگاه هجوآلود و نقادانهٔ غزل پست‌مدرن در این نقیضه‌ها متفاوت از طنزی است که در دیگر جریان‌های ادبی نظیر فرانو دیده می‌شود.

#### دایرهٔ وسیع واژگانی
بعد از دورهٔ مشروطه، بسیاری از واژه‌ها که غیرشعری شمرده می‌شدند، وارد ادبیات شدند. در شعر نئوکلاسیک و غزل فرم نیز نوآوری‌های زیادی در حوزهٔ تازگی زبان انجام گرفت، اما هنوز زبان شعری با زبان روزگار معاصر فاصلهٔ زیادی داشت. بسیاری از واژه‌هایی که در روز بارها در تلویزیون، روزنامه‌ها، داستان‌ها، مجلات و… مطرح می‌شد، جایی در غزل نداشتند. به همین دلیل غزل در توصیف و بیان بسیاری از موقعیت‌های انسان معاصر ناتوان بود و مخاطب نمی‌توانست با آن همذات‌پنداری کند.
در غزل پست‌مدرن تمام خط قرمزهای فرضی برای ورود واژگان از بین رفت و به یک‌باره شاهد تحولی عظیم در دایرهٔ واژگانی ادبی بودیم که از دل آن، لحن‌های متفاوت وارد غزل شدند. مطمئناً نیاز محتوایی، اصلی‌ترین علت این تحول بود. غزل پست‌مدرن چگونه می‌توانست به نقد مدرنیزاسیون وارداتی بپردازد، درحالی‌که نام بردن از مظاهر جامعهٔ صنعتی در غزل ممنوع بود؟!
به‌کارگیری کلمات غیرفارسی، اصطلاحات رایج بین نسل جوان، کلماتی که از لحاظ فرهنگی تابو محسوب می‌شوند، اسامی خاص هنرمندان، فیلسوفان و حتی شهرها و کشورها، دوری از کلمات آرکائیک و متکلف و در نهایت نزدیک کردن زبان شعر به زبان گفتار، زبان غزل پست‌مدرن را نسبت به دیگر جنبش‌های ادبی در شعر کلاسیک متمایز می‌کند.

#### چندصدایی
چندصدایی، اصطلاحی بود که از موسیقی به ادبیات راه یافت. باختین با اشاره به آثار داستایوفسکی بیان کرد که در آثار چندصدایی، صداهای مختلف شنیده می‌شوند، بدون آنکه به یک راوی مشخص محدود شوند یا تحت سیطرهٔ مؤلف قرار بگیرند. در واقع هر صدای موجود، راوی منحصر به فرد، ارزش‌های منحصر به فرد و نقش روایی مخصوص به خود را در تمامی آن اثر ادبی دارد. این تکنیک، راهکاری بود برای کاستن از استبداد مؤلف و اجازه دادن به اندیشه‌ها و ایدئولوژی‌های مختلف و شخصیت‌های سانسورشده برای ابراز وجود در جهانی چندصدایی و جابجایی نهاد قضاوت‌گر از مؤلف به مخاطب اثر ادبی.
در غزل پست‌مدرن، این رهایی از استبداد مؤلف، به صداهایی همچون زنان، اقلیت‌های جنسی، اقلیت‌های قومی، رنگین‌پوستان، افراد حاشیه‌ای اجتماع و… فرصت داد تا بخشی از روایت را به عهده بگیرند و بستری ایجاد کرد تا متنی دموکراتیک و بدون هیچ پیش‌فرض ذهنی به مخاطب عرضه شود.
برخی از منتقدان با توجه به حضور وزن و قافیه، اجرای چندصدایی را در غزل پست‌مدرن ممکن نمی‌دانند اما شاعران این جریان، با استفاده از تکنیک‌های روان‌شناختی عروض، شکستن قالب، ترکیب قالب‌ها و اوزان مختلف، موقوف‌المعانی کردن ابیات یا شکستن سطرها، و مهم‌تر از این تکنیک‌ها با حضور صداهای خاموش و شخصیت‌های حذف شده از جامعه و هنر در آثارشان، ادعا می‌کنند به متنی چندصدایی دست پیدا کرده‌اند.

#### روایت غیرخطی و فرم‌های پیچیده
شعر روایی از دیرباز در ادبیات فارسی وجود داشته است، اما برخورد غزل پست‌مدرن با این روایت متفاوت است. در این آثار ما با انواع روایات غیرخطی روبرو هستیم که دارای فرم‌های بیرونی پیچیده‌ای هستند. مجموعه‌ای از فلش‌بک‌ها و فلش‌فورواردها لابیرنت پیچیده‌ای می‌سازند که تحت تأثیر نگاه غیرخطی پست‌مدرن‌ها به مقولهٔ زمان است.
استفاده از خرده‌روایت‌ها و عناصری مانند موتیف‌ها و ارجاعات درون‌متنی به اثر کمک می‌کند که با وجود داشتن روایتی غیرخطی و پراکنده، انسجام خود را حفظ کند. حتی گاهی این فرم‌ها و ارجاعات، محدود به یک شعر نشده و شاهد آن بوده‌ایم که اشعار یک مجموعه با یکدیگر ارتباط برقرار کرده و روایتی بزرگ‌تر و فرمی پیچیده‌تر را ایجاد می‌کنند، زیرا ایدهٔ نسبی بودن زمان و فرضیه‌هایی علمی که آن را تأیید می‌کرد، به شاعران پست‌مدرن اجازه داد که بدون توجیه‌های منطقی در طول زمان و خرده‌روایت‌ها حرکت کرده و آثاری با شکل روایی و فرم متفاوت خلق کنند.

### درون‌مایه و مفاهیم
محتوای اشعار در غزل پست‌مدرن، بسیار گوناگون و گسترده بوده است. در ابتدای پیدایش جریان، جنبه‌های فلسفی و عاشقانه در آثار پررنگ‌تر بودند، اما به مرور، نگاه روان‌شناختی و جامعه‌شناختی به مسائل فرهنگی، اجتماعی و سیاسی نیز جایگاه خود را در این اشعار به دست آوردند.
یکی از ویژگی‌های اصلی این آثار، تأکید بر مرگ مؤلف و افزایش دایرهٔ هرمنوتیکی اثر برای برداشت‌های گوناگون است که باعث می‌شود شاعر از بیان دیدگاه و قضاوت خود در اثر دوری کند.
همچنین حضور صداهای سرکوب شده در جامعه (با تأکید بر خلق متنی چندصدایی)، باعث شده است زنان، اقلیت‌های جنسی، اقلیت‌های نژادی، اقلیت‌های مذهبی و… همواره در این آثار حضور پررنگ داشته باشند. البته این حضور، عاری از هر نوع سوگیری مثبت یا منفی می‌باشد.
نقد هنجارهای ادبی و اجتماعی، بررسی روان‌شناختی و واکاوی عواطف و مسائل روحی قشرهای مختلف جامعهٔ امروز، توصیف جوامع توتالیتر و به چالش کشیدن سیستم‌های خودکامه، پرداختن به دغدغه‌های دگرباشان جنسی، مباحث فمینیستی، روایت‌های غافل‌گیرکنندهٔ داستانی با موضوعات و زاویه‌دیدهای بدیع، بیان و تحلیل بیماری‌های روحی انسان مدرن نظیر اضطراب، افسردگی و بیزاری از زندگی، نگاه روانشناختی و فلسفی به مسائل اروتیک، نگاه نقادانه و غیرتغزلی به عشق، روایت سردرگمی‌ها و دغدغه‌های فلسفی انسان معاصر، تحلیل آسیب‌های اجتماعی با نگاهی جامعه‌شناختی، نقد روایت‌های کلان نظیر علم، عقل و مذهب، به هجو گرفتن مظاهر مدرنیسم مثل مُد، مصرف‌گرایی و رسانه‌های جمعی، به چالش کشیدن تابوها و اخلاقیات مفاهیمی بوده که به کرّات در مجموعه‌های غزل پست‌مدرن به آن‌ها اشاره شده است؛ هرچند غزل پست‌مدرن هیچ محدودیتی را در زمینهٔ محتوایی برای شاعر ایجاد نمی‌کند و تنها وجه مشترک تمامی آثار، همان اندیشه و نگاه پست‌مدرن است.

## غزل پست‌مدرن در خارج از ایران

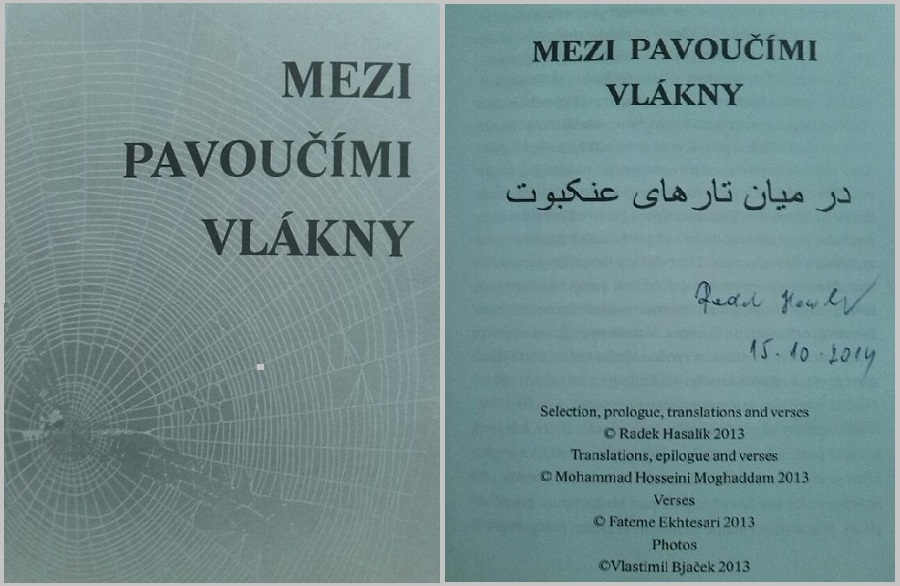
جلد کتاب «در میان تارهای عنکبوت»

جریانِ سرودن اشعار پست‌مدرن در قوالب سنتی و موزون، محدود به ایران و زبان فارسی نبوده است. در بسیاری از کشورهای جهان، جریان‌هایی ادبی دیده می‌شوند که تقریباً معادل «غزل پست‌مدرن» در زبان فارسی هستند.
در سال‌های اخیر، تعدادی از آثار غزل پست‌مدرن فارسی به زبان‌های دیگر ترجمه شده‌اند، که از مطرح‌ترین آن‌ها می‌توان به زنده نمی‌مانیم (مجموعه‌اشعار فاطمه اختصاری به زبان نروژی) و در میان تارهای عنکبوت (برگزیدهٔ غزل پست‌مدرن به زبان چکی) اشاره کرد.
همچنین در کشورهای افغانستان و تاجیکستان نیز جریان غزل پست‌مدرن فارسی شکل گرفته است که اگرچه در کلیت به غزل پست‌مدرن در ایران شباهت دارد، اما از لحاظ زبانی و تکنیکی، سنتی‌تر و محافظه‌کارانه‌تر است. این تفاوت‌ها ممکن است ریشه در تفاوت‌های گویش، فرهنگ، مذهب و حتی شکل حکومتی سه کشور داشته باشد. شاعران غزل پست‌مدرن افغانستانی که در ایران زندگی می‌کنند یا ساکن هرات هستند، بیشترین شباهت‌های زبانی و تکنیکی را با اشعار بنیان‌گذاران این جریان دارند.
عده‌ای از منتقدان، تأثیر سلطهٔ طالبان، جنگ و اشغال را در گرایش نسل جوان شاعران افغانستان به غزل پست‌مدرن، پررنگ و کلیدی ارزیابی می‌کنند.

## آثار مطرح به چاپ رسیده در دههٔ هفتاد و هشتاد
| نام کتاب                               | نویسنده (های) اثر      | تاریخ انتشار | توضیحات                                 | منابع           |
| -------------------------------------- | ---------------------- | ------------ | --------------------------------------- | --------------- |
| فرشته‌ها خودکشی کردند                   | مهدی موسوی             | ۱۳۷۹         | چاپ زیرزمینی، انتشار ای‌بوک در ۱۳۸۱      | [ ۲۵۶ ]         |
| متنی برای بینایی‌سنجی مخاطب             | علیرضا نسیمی           | ۱۳۸۳         |                                         | [ ۲۵۷ ]         |
| صدای موجی زن                           | هدی قریشی، مونا زنده‌دل | ۱۳۸۴         | مجموعهٔ مشترک                            | [ ۲۵۸ ]         |
| گریه روی شانهٔ تخم‌مرغ                   | شاعران غزل پست‌مدرن     | ۱۳۸۶         | چاپ زیرزمینی                            | [ ۲۵۹ ]         |
| این اسمش زندگی‌ست                       | زهرا معتمدی            | ۱۳۸۶         |                                         | [ ۲۶۰ ]         |
| خانه‌ای که وسط اتوبان است               | علی کریمی کلایه        | ۱۳۸۷         | انتشار نسخهٔ ای‌بوک                       | [ ۲۶۱ ]         |
| عطسه‌های نحس                            | اندیشه فولادوند        | ۱۳۸۷         |                                         | [ ۲۶۲ ]         |
| از دوست داشتن در تمام جهان             | مجتبی صادقی            | ۱۳۸۸         |                                         | [ ۲۶۳ ]         |
| چگونه زرافه را توی یخچال بگذاریم       | محمد حسینی مقدم        | ۱۳۸۹         | لغو مجوز و از نمایشگاه کتاب جمع‌آوری شد. | [ ۲۶۴ ]         |
| بردن توله‌گرگ‌ها به مهدکودک              | الهام میزبان           | ۱۳۸۹         | لغو مجوز و از نمایشگاه کتاب جمع‌آوری شد. | [ ۲۶۵ ]         |
| یک بحث فمینیستی قبل از پختن سیب‌زمینی‌ها | فاطمه اختصاری          | ۱۳۸۹         | لغو مجوز و از نمایشگاه کتاب جمع‌آوری شد. | [ ۲۶۶ ] [ ۲۶۷ ] |
| پرنده کوچولو، نه پرنده بود! نه کوچولو! | مهدی موسوی             | ۱۳۸۹         | لغو مجوز و از نمایشگاه کتاب جمع‌آوری شد. | [ ۲۶۸ ] [ ۲۶۹ ] |
| پنجمین روز سال، ساعت بیست              | رضا شالبافان           | ۱۳۸۹         |                                         | [ ۲۷۰ ]         |

## آثار مطرح به چاپ رسیده در دههٔ نود
| نام کتاب                                           | نویسندهٔ (نویسندگان) اثر | تاریخ انتشار | توضیحات                             | منابع           |
| -------------------------------------------------- | ----------------------- | ------------ | ----------------------------------- | --------------- |
| واپسین تانگو در مهتاب                              | محمدرضا حاج رستم بگلو   | ۱۳۹۱         | چاپ زیرزمینی                        | [ ۲۷۱ ]         |
| آشغال‌های مهم                                       | وحید نجفی               | ۱۳۹۱         |                                     | [ ۲۷۲ ]         |
| کنار جادهٔ فرعی                                     | فاطمه اختصاری           | ۱۳۹۲         | ممنوعیت تجدید چاپ                   | [ ۲۷۳ ]         |
| با موش‌ها                                           | مهدی موسوی              | ۱۳۹۲         | ممنوعیت تجدید چاپ                   | [ ۲۷۴ ] [ ۲۷۵ ] |
| خون به پا خواهد شد                                 | محسن عاصی               | ۱۳۹۳         |                                     | [ ۲۷۶ ]         |
| عریضه‌نویسی‌های خیابان خیام                          | وحید نجفی               | ۱۳۹۳         |                                     | [ ۲۷۷ ]         |
| پوست‌اندازی                                         | علیرضا عاشوری           | ۱۳۹۳         |                                     | [ ۲۷۸ ]         |
| انقراض پلنگ ایرانی با افزایش بی‌رویهٔ تعداد گوسفندان | مهدی موسوی              | ۱۳۹۳         | ممنوعیت تجدید چاپ                   | [ ۲۷۹ ]         |
| منتخبی از شعرهای شاد به همراه چند عکس یادگاری      | فاطمه اختصاری           | ۱۳۹۴         | از نمایشگاه کتاب جمع‌آوری شد         | [ ۲۸۰ ]         |
| قرار ملاقات پشت سعدیه                              | محمدرضا شالبافان        | ۱۳۹۴         |                                     | [ ۲۸۱ ]         |
| مرا به جای یکی دیگر اشتباه بگیر                    | بنیامین پورحسن          | ۱۳۹۵         |                                     | [ ۲۸۲ ]         |
| شلیک کن رفیق                                       | اندیشه فولادوند         | ۱۳۹۵         |                                     | [ ۲۸۳ ]         |
| زندگینامه مهرداد ششم                               | رضا شالبافان            | ۱۳۹۵         |                                     | [ ۲۸۴ ]         |
| بت بزرگ                                            | فاطمه اختصاری           | ۱۳۹۶         | چاپ خارج از کشور، زیرزمینی در ایران | [ ۲۸۵ ]         |
| دلقک‌بازی جلوی جوخهٔ اعدام                           | مهدی موسوی              | ۱۳۹۷         | چاپ خارج از کشور، زیرزمینی در ایران | [ ۲۸۶ ]         |
| کرگدنیسم                                           | بهمن انصاری             | ۱۳۹۸         |                                     | [ ۲۸۷ ]         |
| زندگی یه دوباندهٔ محضه                              | امیر سنجری              | ۱۳۹۸         |                                     | [ ۲۸۸ ] [ ۲۸۹ ] |
| رقصیدن با چند جذامی چاق                            | آرش سیفی                | ۱۳۹۸         |                                     | [ ۲۹۰ ]         |
| به روش سامورایی                                    | مهدی موسوی              | ۱۳۹۸         | چاپ خارج از کشور، زیرزمینی در ایران | [ ۲۹۱ ]         |

## نقدها
جریان غزل پست‌مدرن از همان آغاز با مخالفت‌های گسترده‌ای روبرو بود که طیف‌های گوناگونی را شامل می‌شدند.
برخی از منتقدان، این اشعار را با معیارهای غزل سنتی، ناموفق و دارای آسیب‌های جدی ارزیابی می‌کردند. گروهی به نقد نام این جریان و متناقض‌نما بودن این عنوان می‌پرداختند. عده‌ای نیز عنوان می‌کردند که جامعهٔ ایران، بدون تجربهٔ کامل مدرنیته، نمی‌تواند شعر پست‌مدرن داشته باشد. همچنین در بسیاری از مخالفت‌ها به مسئله عریانی زبان و به‌کارگیری واژه‌هایی که در ادبیات کلاسیک کمتر به کار رفته، اشاره شده است.
از مهم‌ترین نقدهایی که غزل پست‌مدرن در دههٔ هفتاد و هشتاد شمسی با آن روبرو بود، می‌توان به رها کردن محتوای عاشقانه (و همچنین عارفانه) اشاره کرد که منتقدان سنتی آن را جزء لاینفک «قالب غزل» دانسته و هر نوع گذر از آن را، انحراف از ذات غزل می‌دانستند، هرچند اکثر منتقدان به چنین محدودیتی اعتقاد ندارند و غزل را تنها یک قالب می‌دانند که می‌تواند هر محتوا و اندیشه‌ای را در بر بگیرد؛ همان‌گونه که در تاریخ شعر فارسی، و به‌طور اخص در دورهٔ مشروطه، غزل‌های بسیاری داشته‌ایم که به موضوعات اجتماعی، سیاسی و فلسفی پرداخته‌اند و این مسئله در غزل پست‌مدرن، نمی‌تواند بدعت و انحراف محسوب شود.
عده‌ای دیگر از منتقدان نظیر ضیا موحد نیز با اعلام این که پس از نیما، دورهٔ «غزل» به پایان رسیده است، بر حاشیه‌ای بودن این قالب تأکید می‌کردند. آن‌ها اعتقاد داشتند با توجه به محدودیت‌های وزن، نمی‌توان در غزل حرف‌های مدرن زد و حتی مرگ این قالب را اعلام می‌کردند. هرچند منتقدانی مثل محمدعلی بهمنی با رد کردن این نظر، عنوان می‌کنند که این انتقادات با ذات شعر، همخوانی نداشته و شکل و قالب شعر نباید بر آن تحمیل شود. وی همچنین معتقد است که اگر بزرگان شعر فارسی مانند حافظ در روزگار ما زندگی می‌کردند، احتمالاً «غزل پست‌مدرن» می‌سرودند.
در سال‌های اخیر، بیشتر مخالفت‌ها به جنبهٔ ساختارشکنانهٔ محتوای این آثار و همچنین سویه‌های اجتماعی، سیاسی آن‌ها یا فعالیت‌های اجتماعی شاعران این جریان معطوف شده است. بیشتر این نقدها در وب‌سایت‌های رسانه‌های اصولگرا و نشریات آن‌ها منعکس شده و در برخی به نقد شخصیتی شاعران غزل پست‌مدرن یا اتهام‌زنی پرداخته است.
با وجود این مخالفت‌ها، در سال‌های اخیر بسیاری از شاعران مطرح جریان‌های دیگر، از غزل پست‌مدرن حمایت کرده‌اند و استقبال از آن در جامعه را امری مثبت ارزیابی کرده‌اند و مقالات و پایان‌نامه‌های تحلیلی بسیاری نیز در زمینهٔ بررسی «غزل پست‌مدرن» نوشته شده است.